# Château de la Montmarie
Le château de la Montmarie est situé dans la commune Olliergues dans le département du Puy-de-Dôme en région Auvergne-Rhône-Alpes. Il a été bâti par le baron Robert de Nervo dans les années 1870 pour être un lieu de villégiature estivale.
Il est aujourd'hui un hôtel de tourisme ainsi qu'un lieu de réception pour les cérémonies et autres évènements de la vie.

## Situation
Le château est situé au lieu-dit de la Montmarie, sur la commune d'Olliergues.
Il se trouve au cœur d'un domaine vallonné de près de cent hectares, dans un secteur particulièrement boisé, et construit au sommet d'une butte d'où il domine l'arboretum créé autour.

## Histoire
En 1874, le baron Robert de Nervo, devenu veuf prématurément suite au décès de sa première femme Lucie Talabot, décide d'ériger un château style néo-renaissance sur le territoire ollierguois. Sa construction est aboutit en 1880, dès lors, il sera le lieu de séjour d'été du baron.Après avoir acquis près de 100 hectares de terrains agricoles et forestiers, il installe sur ses terres, de 1872 à 1908, plusieurs familles de fermiers qui se succédèrent dans les cinq domaines voisins du château, à la Montmarie, à Badau, à Laire, au Moulin des Faure et à la Pause.
Aujourd'hui, le château est propriété de Françoise Chapuis depuis le décès de son père. Le lieu accueil des réceptions de mariages, baptême, réunions familiales, séminaires. Le château est aussi gîte de groupe pouvant herberger 14 personnes sur place.